# Bauhinia claviflora
Bauhinia claviflora är en ärtväxtart som beskrevs av L.Chen. Bauhinia claviflora ingår i släktet Bauhinia och familjen ärtväxter. Inga underarter finns listade i Catalogue of Life.